# Чыргакынский сумон
Чыргакынский сумон — административно-территориальная единица (сумон) и муниципальное образование со статусом сельского поселения в Дзун-Хемчикском кожууне Тывы Российской Федерации.
Административный центр и единственный населённый пункт сумона — село Чыргакы.

## Население
| 2017 | 2018 |
| ---- | ---- |
| 788  | ↗799 |